# Kleine Elster
El Kleine Elster és un riu d'Alemanya que neix a l'est de Saalhausen i que desemboca a l'Schwarze Elster a l'est de Wahrenbrück (Brandenburg). El riu va donar el seu nom a l'amt Kleine Elster.

El riu neix en una zona molla Der Lug a la confluència del Mühlengraben i del Lugkanal. Corre en direcció occidental vers Finsterwalde, des de Frankena torç vers el sud-oest, travessa Doberlug-Kirchhain i desemboca a Wahrenbrück. 

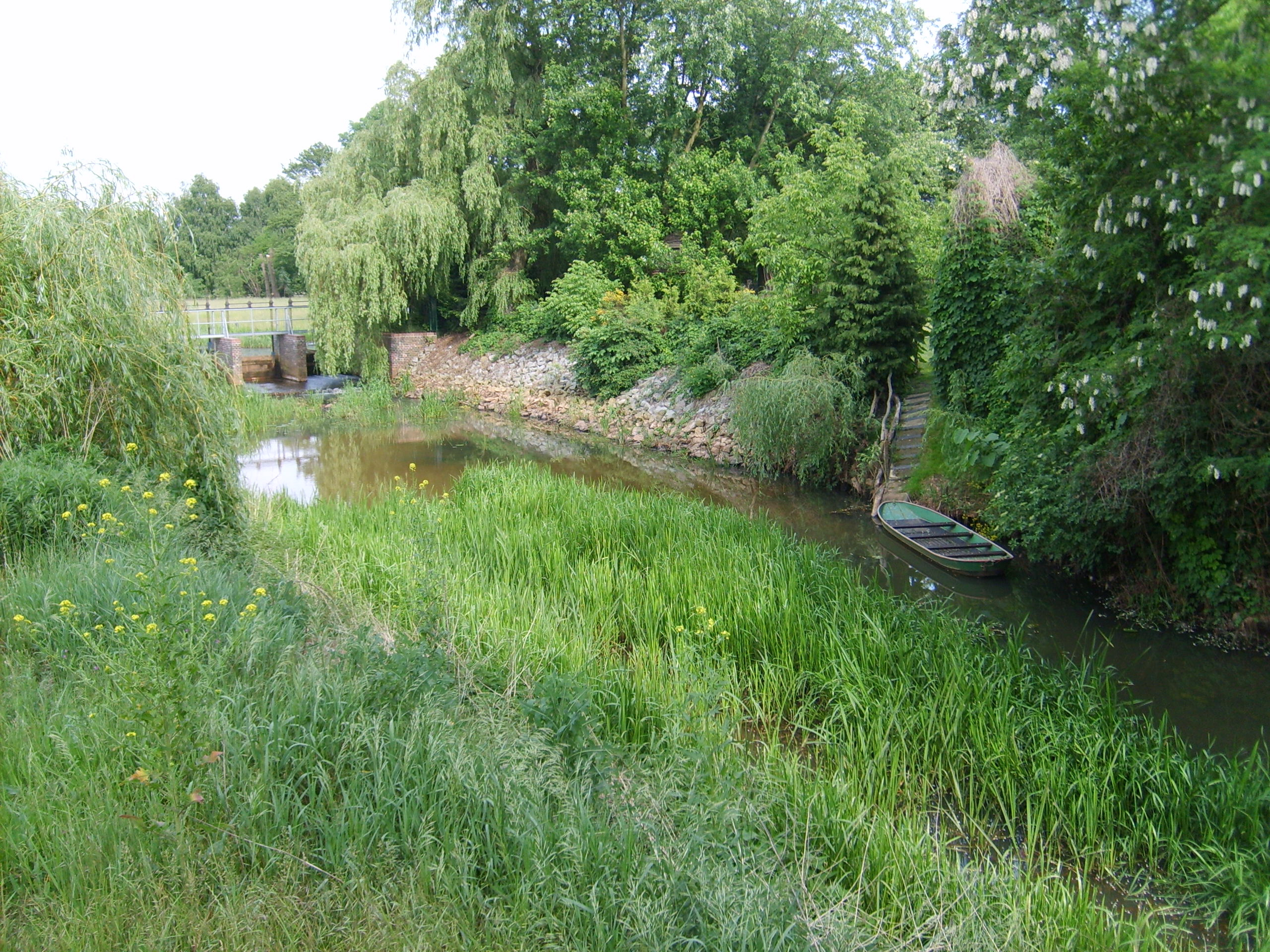
Kleine Elster a Maasdorf

L'increment permanent de l'explotació del lignit a l'oest de la Baixa Lusàcia provocava fins als anys 1960 sovint inundacions i el riu desbordava al centre històric de Kirchhain. Per això es va excavar una derivació entre 1969-71. Malgrat l'obra, l'aigua alta del 2010 va tornar a inundar àmpliament la vall entre Kirchhain i Lichtena. El nom prové, com per al seu germà gran l'Schwarze Elster de l'arrel indogermànic «el» o «al» que significa fluir i el sufix germànic «str» per a riu, igual com per al riu Alster.

## Renaturalització
El maig 2009, la fundació NaturSchutzFonds Brandenburg va iniciar un projecte de renaturalització del curs inferior. Sis vells braços i meandres d'una llargada de 16 km, tallats durant l'època industrial van ser reoberts. Al web del NaturSchutzFonds es troben fotos i mapes detallats amb el curs abans i després de les obres de renaturalització.
Això hauria de crear un paisatge més natural i de descelerar el cabal hidràulic per tal de fomentar el retorn de la flora i fauna natural, d'evitar que l'aigua s'evacuï massa ràpidament, una de les causes de les inundacions i de pujar el nivell del mantell freàtic. És un primer projecte que és considerat com un exemple per a l'obra molt més llarga i indispensable per a renaturalitzar tota la vall de l'Schwarze Alster.

## Afluents
| Vora esquerra              | Vora dreta             |
| -------------------------- | ---------------------- |
| - Landgraben - Mühlenfließ | - Wobert - Mühlenfließ |